# Polyscias boivinii
Polyscias boivinii är en araliaväxtart som först beskrevs av Berthold Carl Seemann, och fick sitt nu gällande namn av Georges Bernardi. Polyscias boivinii ingår i släktet Polyscias och familjen Araliaceae. Inga underarter finns listade.